# Christophe Willem
Christophe Willem (geboren als Christophe Durier, Enghien-les-Bains, 3 augustus 1983) is een Franse zanger die vooral bekend werd na zijn overwinning van de talentenwedstrijd Nouvelle Star editie 2006.
Als adolescent volgt Durier zang- en muzieklessen en maakt hij deel uit van een gospelkoor. Op 21-jarige leeftijd slaagt hij er in om een rol (Henri) te bemachtigen in de Franse film Alive (2004). De film kent een redelijk succes in Frankrijk maar zorgt er niet voor dat Durier andere aanbiedingen krijgt.
Eind 2005 besluit hij zich in te schrijven voor de selecties van Nouvelle Star. Tijdens die selecties valt hij meteen op door het timbre van zijn stem en zijn bijzondere uiterlijk. Dat laatste levert hem ook de bijnaam la Tortue (de Schildpad) op. Op 8 juni 2006 wint hij in de finale van Miss Dominique en sleept hij het begeerde platencontract in de wacht.
Kort na zijn winst in Nouvelle Star komt zijn eerste single, Sunny), uit, een cover van de souljazzstandaard van Bobby Hebb. Sunny haalt de top 5 in Frankrijk en wordt een bescheiden hit in Zwitserland en Wallonië. Op 16 april 2007 komt zijn eerste volledige cd, Inventaire, uit. Verschillende nummers voor dit album worden geschreven door Philippe Kathérine en Zazie. De eerste single van Inventaire is Elu produit de l’Année (maart 2007), maar door omstandigheden wordt deze niet gecommercialiseerd in Frankrijk. In België haalt het nummer wel de hitparade. De tweede single, Double Je (mei 2007), komt wel in de winkels terecht en haalt de platina-status in Frankrijk. In Wallonië behaalt het nummer de eerste plaats in de Ultratop 40. In oktober 2007 volgt Jacques a dit als derde single. Jacques a dit komt in de top 5 in Frankrijk, en geeft Christophe Willem een tweede nummer 1 in Wallonië. In november 2007 wordt een nieuwe versie van Inventaire op de markt gebracht, de collector CD/DVD Inventaire tout en acoustic. Quelle chance wordt in december 2007 de vierde single van Inventaire.

## Discografie
| Jaar | Album                       | Hitparade (land - positie)  |
| ---- | --------------------------- | --------------------------- |
| 2007 | Inventaire                  | FR - 01 / BE - 01 / CH - 07 |
| 2007 | Inventaire tout en acoustic | FR - 22                     |
| 2009 | Caféine                     | FR - 1 / BE - 2 / CH - 10   |
| 2011 | Prismophonic                | FR - 3 / BE - 5 / CH - 47   |
| 2014 | Paraît-il                   | FR - 17 / BE - 5 / CH - 51  |

| Jaar | Single                                              | Hitparade (land - positie)  |
| ---- | --------------------------------------------------- | --------------------------- |
| 2006 | Sunny                                               | FR - 03 / BE - 09 / CH - 17 |
| 2007 | Elu Produit de l'Année                              | BE - 29                     |
| 2007 | Double Je                                           | FR - 01 / BE - 01 / CH - 21 |
| 2007 | Jacques A Dit                                       | FR - 04 / BE - 01 / CH - 35 |
| 2007 | Quelle Chance / September                           | FR 9 / BE - 24              |
| 2009 | Berlin                                              | BE - 08 / CH - 57           |
| 2009 | Plus Que Tout                                       | BE - 24 / CH - 53           |
| 2009 | Heartbox                                            | BE - Tip 3                  |
| 2010 | Entre nous et le sol                                | BE - Tip 2                  |
| 2011 | Cool                                                | FR - 29 / BE - 29           |
| 2012 | Si mes larmes tombent                               | FR - 56 / BE - 10           |
| 2012 | Starlite                                            | BE - Tip 7                  |
| 2012 | L'Amour me Gagne / Love Shot me Down                | BE - Tip 2                  |
| 2012 | What did i do (Sophie Delila ft. Christophe Willem) | FR - 110                    |